# Sociedad Deportiva Rias Baixas
La Sociedad Deportiva Rias Baixas fue un club deportivo gallego que disputó regatas de traineras en categorías femenina desde 2008 hasta 2013. Obtuvo cinco banderas de La Concha desde 2008 hasta 2012, dos ligas Euskotren y un Campeonato de España de Traineras.

## Historia
En el año 2008 tres clubes gallegos, el Club de Remo Chapela, la Sociedad Deportiva Samertolameu y el Club de Remo Cabo de Cruz decidieron fusionarse para acudir a la Bandera de la Concha femenina, la principal regata femenina de traineras. Se presentaron con el nombre de Galicia y ganaron la competición con poco menos de cinco segundos de ventaja con respecto a la Sociedad Deportiva de Remo Astillero.
Al año siguiente decidieron crear un nuevo club, denominado Rias Baixas, para competir en las principales regatas de traineras. En La Concha Getaria-Tolosa comenzó la prueba en primer lugar, y aguantaron hasta la ciaboga por delante de Rias Baixas y de Astillero. A la salida de la ciaboga las gallegas se adelantaron y al entrar en la bahía aumentaron el ritmo hasta las 40 paladas, obteniendo nuevamente la victoria. El tiempo final de Rias Baixas fue de 10:48.20, récord de la competición.
En 2010 el primer puesto fue nuevamente para Rías Baixas, patroneada nuevamente por Laura Hermo, ganadora de las tres ediciones consecutivas. En 2011, y por cuarto año consecutivo, Rías Baixas obtuvo el primer puesto, nuevamente con Laura Hermo de patrona. Esta fue la primera edición en la que se diputaron dos jornadas finales para las féminas, ya que los años anteriores habían disputado tan solo una jornada.
En 2012 la patrona de Rías Baixas fue María Gil, aunque el resultado fue el primer puesto nuevamente, terminando doce segundos por delante de Zumaya. A comienzos de 2013 se anunció que el entrenador y máximo responsable del equipo, Benigno Silva, había dimitido por problemas con algunas remeras, lo que ocasionó que la trainera no saliese por falta de los apoyos necesarios.